# Politik i Aalborg Kommune

## Kommunalvalg

### Kommunalvalg 2017
Den 22. november 2017 blev kommunalbestyrelsen for perioden 1. januar 2018 til 31. december 2021 valgt. Thomas Kastrup-Larsen blev valgt som borgmester.
| Parti/liste | Parti/liste                 | Stemmer | Procent | Mandater |
| ----------- | --------------------------- | ------- | ------- | -------- |
| A           | Socialdemokratiet           | 55.891  | 48      | 17       |
| B           | Det Radikale Venstre        | 3.578   | 3       | 1        |
| C           | Det Konservative Folkeparti | 4.518   | 3,9     | 1        |
| D           | Nye Borgerlige              | 804     | 0,7     | 0        |
| E           | FjordListen                 | 1.075   | 0,9     | 0        |
| F           | Socialistisk Folkeparti     | 3.051   | 2,7     | 0        |
| G           | Social Fællesliste          | 526     | 0,4     | 0        |
| I           | Liberal Alliance            | 2.520   | 2,16    | 0        |
| K           | Kristendemokraterne         | 816     | 0,7     | 0        |
| N           | Nationalpartiet             | 43      | 0,0     | 0        |
| O           | Dansk Folkeparti            | 7.415   | 6,5     | 2        |
| V           | Venstre                     | 25.051  | 21,8    | 8        |
| Ø           | Enhedslisten                | 7.313   | 6,4     | 2        |
| Å           | Alternativet                | 2.071   | 1,8     | 0        |
|             | I alt:                      | 116.536 | 100,0   | 31       |

### Kommunalvalg 2013
Den 19. november 2013 blev kommunalbestyrelsen for perioden 1. januar 2014 til 31. december 2017 valgt. Thomas Kastrup-Larsen blev valgt som borgmester.
| Parti/liste | Parti/liste                 | Stemmer | Procent | Mandater |
| ----------- | --------------------------- | ------- | ------- | -------- |
| A           | Socialdemokratiet           | 40.221  | 36,3    | 12       |
| B           | Det Radikale Venstre        | 5.694   | 5.1     | 2        |
| C           | Det Konservative Folkeparti | 5.352   | 4,8     | 1        |
| F           | Socialistisk Folkeparti     | 4.009   | 3,6     | 1        |
| G           | Miljøpartiet Fokus          | 220     | 0,2     | 0        |
| I           | Liberal Alliance            | 3.519   | 3,2     | 1        |
| K           | Kristendemokraterne         | 817     | 0,7     | 0        |
| K           | Michael Madsen              | 162     | 0,1     | 0        |
| O           | Dansk Folkeparti            | 9.970   | 9,0     | 2        |
| P           | På Kanten                   | 163     | 0,1     | 0        |
| T           | Trafikalt Folkeparti        | 217     | 0,2     | 0        |
| V           | Venstre                     | 29.359  | 26.5    | 9        |
| W           | Vedtaget                    | 95      | 0,1     | 0        |
| Ø           | Enhedslisten                | 9.729   | 8,8     | 3        |
| Ø           | Den Sociale Fællesliste     | 1.274   | 1,1     | 0        |
|             | I alt:                      | 110.801 | 100,0   | 31       |

### Kommunalvalg 2009
Den 17. november 2009 blev den kommunalbestyrelsen for perioden 1. januar 2010 til 31. december 2013 valgt. Henning G. Jensen blev valgt som Borgmester for endnu en valgperiode.
| Parti/liste | Parti/liste                      | Stemmer | Procent | Mandater |
| ----------- | -------------------------------- | ------- | ------- | -------- |
| A           | Socialdemokratiet                | 33.684  | 36,2    | 12       |
| B           | Det Radikale Venstre             | 3.111   | 3,3     | 1        |
| C           | Det Konservative Folkeparti      | 7.321   | 7,9     | 2        |
| F           | Socialistisk Folkeparti          | 15.166  | 16,3    | 5        |
| I           | Liberal Alliance                 | 141     | 0,2     | 0        |
| K           | Kristendemokraterne              | 586     | 0,6     | 0        |
| O           | Dansk Folkeparti                 | 6.971   | 7,4     | 2        |
| T           | Borgerlisten for Aalborg Kommune | 278     | 0,3     | 0        |
| V           | Venstre                          | 24.031  | 25,8    | 9        |
| Ø           | Enhedslisten                     | 1.897   | 2,0     | 0        |
|             | I alt:                           | 93.132  | 100,0   | 31       |

#### Byrådets sammensætning 2009
| Nr. | Navn                      | Parti |
| --- | ------------------------- | ----- |
| 1   | Henning G. Jensen         | A     |
| 2   | Mariann Nørgaard          | V     |
| 3   | Thomas Kastrup-Larsen     | A     |
| 4   | Anne-Dorte Krog           | F     |
| 5   | Marian Geller             | V     |
| 6   | Mai-Britt Iversen         | A     |
| 7   | Tina French Nielsen       | V     |
| 8   | Anna Kirsten Olesen       | A     |
| 9   | Jørgen Andersen           | F     |
| 10  | Vibeke Gamst              | C     |
| 11  | Poul Erik Lyngdorf        | A     |
| 12  | Tommy Eggers              | O     |
| 13  | Hans Henrik Henriksen     | A     |
| 14  | Steen Royberg             | V     |
| 15  | Jane Østergaard           | F     |
| 16  | Mads Duedahl              | V     |
| 17  | Kristian Schnoor          | A     |
| 18  | Arne B. Schade            | A     |
| 19  | Mads Sølver Pedersen      | V     |
| 20  | Felix Henriksen           | F     |
| 21  | Thomas Krarup             | C     |
| 22  | Mette Ekstrøm             | A     |
| 23  | Daniel Nyboe Andersen     | B     |
| 24  | Helle Frederiksen         | A     |
| 25  | Mads Thomsen              | V     |
| 26  | Kirsten Algren            | O     |
| 27  | Tina Staun Sørensen       | A     |
| 28  | Inge Ibsen Fomcenco       | F     |
| 29  | John G. Nielsen           | V     |
| 30  | Rasmus Brask              | A     |
| 31  | Ane-Marie Viegh Jørgensen | V     |

### Kommunalvalget 2005
Den 15. november 2005 blev den nuværende kommunalbestyrelse valgt med socialdemokraten Henning G. Jensen som formand for sammenlægningsudvalget og borgermester fra 2007. 
Socialdemokraterne fik i alt 15 af 31 mandater i byrådet. 
Partierne fik følgende mandatfordeling:
| Parti/liste | Parti/liste                      | Stemmer | Procent | Mandater |
| ----------- | -------------------------------- | ------- | ------- | -------- |
| A           | Socialdemokraterne               | 41.756  | 42,9    | 15       |
| B           | Det Radikale Venstre             | 4.977   | 5,1     | 2        |
| C           | Det Konservative Folkeparti      | 7.872   | 8,1     | 3        |
| E           | Stop Misbruget                   | 86      | 0,1     | 0        |
| F           | Socialistisk Folkeparti          | 8.204   | 8,4     | 2        |
| O           | Stop islamiseringen af Danmark   | 1.172   | 1,2     | 0        |
| O           | Kristendemokraterne              | 1.402   | 1,4     | 0        |
| O           | Kristendemokraterne              | 265     | 0,3     | 0        |
| O           | Dansk Folkeparti                 | 4.841   | 5,0     | 1        |
| T           | Borgerlisten for Aalborg Kommune | 462     | 0,5     | 0        |
| V           | Venstre                          | 22.597  | 23,2    | 8        |
| Z           | Fremskridtspartiet               | 255     | 0,3     | 0        |
| Ø           | Enhedslisten                     | 2.519   | 2,6     | 0        |
| Ø           | Storaalborglisten                | 908     | 0,9     | 0        |
|             | I alt                            | 97.316  | 100,0   | 31       |

Folkevalgte 2005-2009:

Henning G. Jensen (A) – Borgmester, Kristian Schnoor (A) – 1. viceborgmester, Nils Bell (V) – 2. viceborgmester, Mariann Nørgaard (V) – Rådmand, Mai-Britt Iversen (A) – Rådmand, Henrik Thomsen (F) – Rådmand, Daniel Nyboe Andersen (B), Gert Andersen (C), Ole Guldbæk Dahl, Tommy Eggers (O), Mette Ekstrøm (A), Brian Bøgh Eriksen (A), Helle Frederiksen (A), Vibeke Gamst (C), Hans Henrik Henriksen (A), Lars Bang Jensen (A), Ane-Marie Viegh Jørgensen (V), Niels Maul Knudsen (V), Anne-Dorte Krog (F), Poul Erik Lyngdorf (A), Elin Møller (A), Sørn Nordhald (A), Anna Kirsten Olesen (A), Mads Sølver Pedersen (V), Arne B. Schade (A), Sigvart Sigvartsen (A), Keld Jul Vagner (V), Anette Valentin (C), Preben Pedersen (B) – Rådmand, Tina French Nielsen – Rådmand (V), Thomas Kastrup-Larsen (A) – Rådmand.

## Borgmestre

### Tidligere borgmestre iAalborg Købstadskommune
Denne liste er ufuldstændig; hjælp gerne med at udfylde den.
- 1919 – 1921 P. Hansen
- 1921 – 1925 A.F. Olsen, Det Radikale Venstre
- 1925 – 1945 Marinus Jørgensen, Socialdemokratiet
- 1945 – 1954 Marius Andersen, Socialdemokratiet
- 1954 – 1962 Jens Jensen, Socialdemokratiet
- 1962 – 1970 Thorvald Christensen, Socialdemokratiet

### Tidligere borgmestre i Aalborg Kommune
- 1970 – 1981 Marius Andersen, Socialdemokratiet
- 1981 – 1998 Kaj Kjær, Socialdemokratiet
- 1998 – 2013 Henning G. Jensen, Socialdemokraterne
- 2014 - Thomas Kastrup-Larsen, Socialdemokraterne